# Chico Moniz
Francisco Moniz Barreto Filho (1836, Salvador/BA - 29 de dezembro de 1900, Rio de Janeiro). rabequista, poeta, compositor. 

## Vida
Filho do repentista e militar baiano Francisco Moniz Barreto (1804-1868) e Dona Mariana de Barros Moniz Barreto, Francisco veio ao mundo em 1836, na cidade de Salvador/BA. Eram seus irmãos diretos, o poeta e médico Rozendo Moniz Barreto (1845-1897), e as Srtas. Cândida Moniz Barreto e Idalina Moniz Barreto, todos nascidos na Bahia e da segunda união de seu pai, separado da primeira esposa. De seus irmãos, Rozendo sobressaiu-se, tendo vários livros publicados; Francisco, além de poeta, foi um renomado rabequista, entretanto de menor projeção que Rozendo. Idalina foi apenas doméstica e a filha mais velha, Cândida, dona de uma invulgar inteligência, foi professora e cantora lírica, com grande projeção social na época, sendo convidada para vários concertos nos salões da sociedade baiana de então. O pai de Francisco, o velho Moniz Barreto, era badaladíssimo como cultor das letras, como repentista e glosador.
Ainda bem jovem, em meados de 1856, aos vinte anos, Chico Moniz, depois de ter feito o curso de humanidades na Bahia, ele partiu para Paris, subvencionado pela Assembleia Provincial, para dedicar-se ao aprendizado da arte musical. Ele estudou harmonia com Alfonse Dex. No Conservatório de Paris, ele tornou-se aluno do professor violinista e compositor francês Jean-Delphin Alard (1815-1888) com quem aprendeu o segredo da mais elevada inspiração. Entre os contemporâneos e estudantes daquele conservatório estava Pablo Sarasate e o cubano José White Lafitte (1836-1918), que entre os anos de 1879/89, vivendo no Rio de Janeiro, este último, e protegido pela Princesa Isabel (1850-1921), fundou a Sociedade de Concertos Clássicos, devotada à difusão dos clássicos alemães.
Ele permanece cinco anos em Paris e, em junho de 1861, já formado e de volta à Bahia, ele, ao mesmo que dá aulas particulares, é convidado para vários saraus e concertos em diversas casas de espetáculo. A sua estreia deu-se em 26 de setembro de 1866, uma quarta-feira, no Teatro de São José, uma propriedade da Província e o maior da cidade, e cuja conclusão das obras e direção estavam a cargo do Dr. Antônio da Silva Prado. Aquela importante casa de espetáculo, inaugurado em 4 de setembro de 1864, com capacidade para 1200 expectadores, recebeu Chico Moniz, em seu primeiro concerto "Temporal em copo d'água", uma comédia em 1 ato, seguida da "Grande Fantasia", sobre motivos da Opera Ana Bolena e o segundo ato da comédia "Melancolia", ambos com acompanhamento da Orquestra do Teatro de São José, regida pelo maestro Emílio do Lago (1837-1871) e, para encerrar, ele executou o terceiro ato da comédia, "Souvenirs de Bellini".
Ao tempo de Francisco 

(SIC)"... a Bahia era o cenário apropriado à expansão [da] natureza de poeta, [... era um] berço de águias e de cantores, com a sua natureza esplêndida e [...] festas ruidosas, com as romarias alegres do Bonfim, os passeios deliciosos a doce claridade [do] luar de prata, o entusiasmo [e a] gentil garrulice de suas damas, [e seus] saraus despretensiosos"

A terra baiana possuía vários e distintos profissionais da arte, todavia lhe faltava instituições representativas nos diversos segmentos da arte.  Várias foram as empresas neste sentido e dentre as tentativas, de mérito, para criar um "conservatório de música na Bahia", foi a que reuniu alguns cidadãos notáveis e, dentre eles, o médico inglês Jonathas Abbott (1796-1821), que se tornou professor na Escola de Medicina da Bahia e Dr. João José Barbosa de Oliveira, que encabeçaram a criação de um "conservatório de música na Bahia". Os empreendedores fizeram uma reunião na Academia de Medicina, com a participação da Companhia Lírica de Munhay e do regente Bassi Galupe, vários concertos foram realizados para esse fim, porém tal morreu na praia do desconsolo. Não conformados com aquele fracasso, os intelectuais, escritores e músicos baianos trabalharam insistentemente na criação do Instituto Histórico e Geográfico Brasileiro e da Sociedade de Belas Artes, primeira associação de artes do Brasil (ambos em 1856) sendo, esta última, fundada no magnífico Solar do médico Jonathas Abbott, no Caminho Novo do Gravatá. Entre estes audaciosos desbravadores destacaram-se o Dr. Antônio José Alves (pai do poeta Castro Alves, colega de Jonathas na Congregação da Faculdade de Medicina e grande colecionador), o Dr. João José Barbosa de Oliveira (pai do senador Rui Barbosa, médico e seu amigo), o dramaturgo Agrário de Menezes, o poeta Muniz Barreto, o conselheiro Gaspar José Lisboa e o pintor baiano Rodrigues Nunes, sendo o próprio Jonathas Abbott o presidente daquela Sociedade, que tinha por fim, despertar o gosto pelas manifestações liberais.
Por aquela época, ao mesmo tempo que isso acontecia, a Bahia ressentia-se da morte do compositor Domingos Moçurunga (1807-1856),  em 1856, grande batalhador pela fundação do Conservatório de Música da Bahia (atualmente o Instituto de Música da Universidade Católica de Salvador). Alguns dos seus contemporâneos, dentre os quais, Chico Moniz e Miguel dos Anjos de Santana Torres (1837-1902), ambos da Escola de Belas Artes, dentre outros, deram continuidade ao ensino da música na Bahia.
Graças aos descuidos do destino, pouco tempo depois Chico Moniz foi convidado para lecionar violino no Conservatório de Música da Bahia, mas de graça. 

- Mas se eu vivo exclusivamente das minhas lições, respondeu Moniz, deixando-as de que então hei de viver?

- Célebre coisa! Exigir-se ao homem trabalho e negarem-se lhe os alimentos!

Como notadamente, as coisas não iam bem e os ventos não eram propícios, Chico Moniz, por conta dos poucos alunos que o procuravam, deixou de lado a rabeca e dedicou-se ao ensino do francês em colégios e casas particulares para manter sua subsistência. Em 1882, ele participou do concurso para lecionar francês no Liceu Provincial (ou Liceu da Bahia) (fundado em 1836). Ele era um dos seis concorrente àquela vaga. Três foram os aprovados e Chico não estava entre os aprovados.
Chico Moniz faleceu em 29 de dezembro de 1900, no Hospital Santa Izabel.
Francisco Pereira da Costa, um jovem português, e Cândida Moniz Barreto, filha de um repentista baiano, conheceram-se na Itália, onde ambos foram estudar música: ele era violinista e ela, cantora lírica

## A Família Moniz Barreto
Na família materna brilharam dois gênios: Francisco Moniz Barreto, o maior poeta repentista da língua portuguesa, e seu genro Francisco Pereira da Costa, o maior violinista de sua época, assim considerado na Europa e no Brasil. Moniz Barreto, o repentista era pai, fora pai de três filhos ligados diretamente à arte: 
- (1) Rozendo Moniz Barreto,[24]
- (2) Francisco Moniz Barreto Filho (Chico Moniz)[24] e
- (3) Cândida Moniz Barreto da Costa,[25][nota 9] a filha mais velha, do repentista, com o consentimento paterno, partiu para a Itália, junto com uma companhia artística, para aperfeiçoar seus estudos de canto. Na Itália ela conheceu o jovem português, e violinista clássico, de 18 anos, Francisco Pereira da Costa, com quem, tempos depois, viria a casar-se[28][29] ainda na Europa. Na Itália ambos estudavam música, ele o violino clássico e ela, o canto lírico. Cândida era dona de uma invulgar inteligência, foi professora de italiano e uma conhecida cantora lírica, com grande projeção social na época, sendo convidada para vários concertos nos salões da sociedade baiana de então. [3] Dentre os amigos que frequentavam a casa do casal no Estácio, estavam Olavo Bilac, Coelho Neto, Chiquinha Gonzaga e Alberto Nepomuceno. Dos quinze filhos que deixaram, sete sobreviveram e destes, cinco, eram ou tinham sido músicos e atores, todos também deixando proles vastíssimas de atores e músicos. Uma das filhas do casal, Maria Selica da Costa, é citada nas biografias de Bilac como a moça que o poeta queria desposar, o que não aconteceu porque o pai dela não deixou — Selica submeteu-se ao pai, mas manteve-se fiel a Bilac e nunca se casou.[30]
  - (⚭) Francisco Pereira da Costa (1847-1890),[nota 10] Nascido na cidade do Porto, Francisco partiu para a Europa para estudar violino. Sob a tutela dos pais, dos quais recebia uma vultuosa quantia, ele tornou-se aluno de Alard no Conservatório de Paris e, depois, seguiu para a Itália. De volta a Portugal, e já formado, ele tornou-se protegido do rei Luís I (1861-1889) e, tempos depois, em (1870/71), vindo para o Rio de Janeiro, ele atuou como professor e instrumentista aclamado no Brasil e na Europa (segundo a neta Gilka).[31] e tornou-se o professor da família imperial, dando aulas de música dos netos de Dom Pedro II (1831-1889), que batizou sua filha mais velha, Tereza Cristina Moniz da Costa.
- (4) Tereza Cristina Moniz da Costa, [nota 11] e algumas de suas irmãs, eram atrizes de teatro, sendo que uma delas, Maria Selica da Costa, fora, inclusive, noiva de Olavo Bilac, entre os anos 1888/1889 (mas, contudo não casaram-se). Tereza era, nos palcos cariocas, uma renomada e consagrada atriz dramática de teatro e rádio-teatro.[34] Ela atuou em vários emissoras e palcos e participou de programas de rádio, como o "Teatro pelos Ares", e novelas das rádios Mayrink Veiga e Globo.[35][36] Tereza era casada com o poeta Hortêncio da Gama Sousa e Melo. 
  - (⚭) Hortêncio da Gama Sousa e Melo, era um poeta desconhecido, submerso no anonimato e, segundo informações da filha Gilka Machado, ele era "culto, bonito, inteligente e boêmio”.[13][37] e, vítima do alcoolismo, muito cedo ele abandonou a família, e ela, a filha, mal o conheceu.[30] Nada há que se conhece de sua obra que possa ter sobrevivido, muito provavelmente pela vida que levava ou pelos ambientes que frequentava.
- (5) Gilka Machado (1893- † 1980)[24] (irmã de Magdalena Pereira da Costa). Filha do casal Hortêncio [13] e Teresa Cristina, Gilka casou-se (em 1910) com o também poeta Rodolfo de Melo Machado. Sua obra é, geralmente, classificada como simbolista e eleita "a maior poetisa do Brasil" em 1933. Ela ficou conhecida como uma das primeiras mulheres a escrever poesia erótica no Brasil; também foi uma das fundadoras do Partido Republicano Feminino (em 1910), que defendia o direito das mulheres ao voto. Seu primeiro livro de poemas, Cristais partidos, foi publicado em 1915. O livro foi prefaciado por Olavo Bilac. Nos anos seguintes, ela publicou os livros: A revelação dos perfumes (1916), Estado de alma (1917), Poesias (1915-1917) - (1918) e Mulher Nua, em 1922. Em 1933 ganhou um concurso da revista O Malho como maior poeta brasileira do século XX. Muito livros publicados: "Mulher Nua", "Cristais Partidos", "Carne e Alma", etc. Era uma poetisa conhecida por seu erotismo marcante. Chegou a ser considerada a maior poetisa brasileira, no início dos anos 30. Falecida no Rio de Janeiro em 11 de dezembro de 1980.
  - (⚭) Rodolfo de Melo Machado (1885- † 1923). Contista, crítico de arte e jornalista profissional e ativo. Autor de "Divino Inferno", único livro de sua autoria e com edição póstuma organizado pela esposa e viúva Gilka Machado.[38] Poeta, contista, jornalista e crítico de artes, escreveu um único livro de poesias "Divino Inferno", editado postumamente, em 1924, um trabalho organizado por sua esposa, a poetisa Gilka Machado, que escreveu o prefácio, e "Longe da civilização", livro inacabado. Rodolfo foi autor de belíssimos trabalhos, tais como: "Balada do Aroma", "Ar livre", "Ressurreição do Dia", "Plenilúnio", "Lirismo", "Spleen", "A tristeza do relógio", "Papoula", "O Homem", "A voz da Natureza", "Por amor de uma estrela", "Morta", "Serenata", "A última cigarra", "Canção de Inverno", "Lirismo", "Papoula", "Tristeza dos bois", "Hino ás árvores" e outros, que podem figurar, pela perfeição, junto aos dos mais notáveis cinzeladores da poesia, Rodolfo Machado se fez um poeta simbolista, de subjetivismo profundo e alto sentimentalismo. Os versos de Rodolfo, ora rascantes como um vinho que pôs em evidência a acidez das uvas, ora de um LIRISMO SEDUTOR que levaria às lágrimas até a cigarra cantora que ele cantou extraordinariamente... Dois dos sonetos de Rodolfo, "Amor" e "Partindo", foram inclusos na coletânea editada pelo poeta JG de Araújo Jorge em “Os mais belos sonetos que o amor inspirou”, publicação feita em 1963. [39] Rodolfo Machado era modesto como poeta, dado a rasgar sua produção antes que alguém a lesse. Nunca publicou um livro em vida, embora tivesse todas as possibilidades para isso. O único que viria à luz, Divino inferno, só sairia em 1924, um ano depois de sua morte, por iniciativa de Gilka, que o organizou, deu-lhe o título e o premiou com uma introdução assinada — motivo pelo qual a editora Costallat & Miccolis se apressou em lançá-lo.
- (6) Eros Volúsia (1914-2004): a revolucionária bailarina brasileira e criadora do bailado nacional. Desenvolveu coreografias inspiradas na cultura brasileira, foi responsável pela criação de um bailado essencialmente nacional. Uniu balé clássico e ritmos brasileiros nos anos 30 e 40, intitulada como Isadora Duncan brasileira, inspirou-se na natureza e na cultura do país, imprimindo na dança, de maneira pioneira, traços das raízes nacionais. Levou pela primeira vez ao mais tradicional reduto clássico do balé, o palco do Teatro Municipal do Rio, um bailado de contorno popular.
- (7) Amaury Menezes (1941-2015). Filho de Hélios e neto de Gilka Machado,[39][40] pode ser considerado um artista completo. Seus trabalhos se alocam magistralmente nos diversos segmentos da arte, seja na arte gráfico (desenhos), na pintura, escultura. Ele é também escritor, compositor, instrumentista e cantor. Ele não se identifica com nenhuma escola, corrente ou tendência ou modismos. Sua arte não obedece a um estilo pré-definido. Nela se percebem traços do classicismo, do realismo, do figurativo, cubista, modernismo, abstracionismo, expressionismo, do pop, etc. Em 2008, no "8.º Salão de Artes Plásticas" da Escola Superior de Guerra, ele foi distinguido. Quanto à sua formação, ela verificou-se, em parte, pela herança genética tradicional e pela educação perpetrada pela avó Gilka Machado e pela tia Eros Volúsia, a revolucionária bailarina brasileira. Neste ambiente ele, desde cedo, teve contato com intelectuais, escritores, poetas, músicos, artistas plásticos e outros expoentes da arte.

## Poesia
Além de rabequista Chico Moniz, a exemplo do pai e do irmão Rozendo, tinha grandes afinidade com as letras. Era, senão um soberbo, ao menos um poeta consideravelmente lúcido e esclarecido nesta arte.
- (1876) - "Evocação a Gottschalk" (soneto).[42]
- "Desalento".[43]
- Confissão de um velho"[44]
- (1868) - "Tua imagem".[45]
- (1869) - "Um Olhar".[46]
- "Enlevo".[8]
- (1867) (Soneto) Ao dois de julho.[47]
- "Me deixe".[48]
- "Ascenção".[49]

## Apresentações
No início de setembro de 1865, ele que já tinha composto "A Esperança" (em 1863), uma Polca para piano. surge com duas composições: O romance "Allora ed Oggi" e a modinha "E foi-se". Por essa época Francisco frequentava a casa comercial do bibliotecário, filólogo e publicador português Manuel da Silva Melo Guimarães (1834-1884), na Rua da Quitanda, N.º 6, onde, em seu primeiro andar, participava regularmente de saraus literários e de musicais. Nestas reuniões compareciam, além de Chico Moniz, os grandes e mais conhecidos músicos da época, com os pianistas Arthur Napoleão (1843-1925) e Carlos Schramm, o flautista Mathieu-André Reichert (1830-1880) (primeiro flautista da música particular de sua majestade o rei da Bélgica), o violinista Moniz Barreto, entre outros, além do escritor Machado de Assis. Este grupo mantinha uma íntima relação com os maestros Alberto Nepomuceno (1864-1920), Francisco Braga (1868-1945), Júlio Nunes (maestro da Orquestra do Teatro Ginásio e da Sociedade Dramática Nacional) e Leopoldo Miguez (1850-1902). Essas reuniões foram também observadas na mesma Rua da Quitanda, na casa de Artur Napoleão. Arthur Napoleão de antigo menino prodígio, tornara-se um exímio pianista de carreira e editor musical. 
No dia 18 de junho de 1862, ele, recém chegado de Paris de apresenta no Ateneu Dramático (Rua de São Januário), no Rio de Janeiro, com a "Fantasia e Concerto", para orquestra, composição de seu mestre Alard e dedicada ao imperador e, ainda de Alard ele executa a peça "Fantasia" sobre motivos da "Favorita", acompanhado Miguel e para finalizar ele fecha sua apresentação com a peça a peça de Vincenzo Bellini, "Souvenirs" (ou a "Marcha dos puritanos") da ópera ‘’’'I puritani", adaptada por Carl Czerny (1791-1857), acompanhado ao piano pelo português Miguel Ângelo Pereira e, meses depois, no mesmo Ateneu Dramático, entre outras peças, ele executou a primeira apresentação da comédia em 1 ato, original brasileiro de Machado de Assis  
No dia 25 de junho de 1862 ele se apresenta no Teatro Lírico Fluminense, acompanhando a soprano Maria Palmieri, vocalista (soprano) de ópera inglesa (casada com o tenor Tito Palmieri), e cuja voz e interpretações eram perfeitas na peça "As variações de Rade" e, a seguir, executa a famosa "Carnaval de Veneza", de Niccolò Paganini (1782-1840) e, no dia seguinte, no mesmo teatro, ele, acompanhado pela Sociedade Dramática Nacional, pelo Ateneu Dramático e pelos artistas Miguel Ângelo Pereira, Gabriela da Cunha e Antônio Moutinho de Souza, ele reapresenta o "Souvenir de Bellini" acompanhado ao piano pelo português Miguel Ângelo Pereira e o "Carnaval de Veneza", de Niccolò Paganini (1782-1840).  Ainda no mesmo Teatro Lírico, em 25 de julho de 1863, ele executa o 1º e 2º ato de o "Souvenir de Haydn" e a "Fantasia Concertante" para piano sobre motivos da ópera "Norma", de Vincenzo Bellini (1801-1835), acompanhado ao piano por Miguel Ângelo Pereira, e encerra sua apresentação com um capricho sobre motivos da ópera "La Traviata", de Giuseppe Verdi (1813-1901). Tempos depois, em 10 de novembro de 1869, ainda no mesmo Teatro Lírico, ele se apresenta com o "Concerto para rabeca de Alard".
No dia 7 de novembro de 1862, ele se apresenta no Theatro Gymnasio Dramatico, com a presença do imperador, "A esposa deve acompanhar seu marido", comédia em um ato e "A filha do Regimento" de Gaetano Donizetti (1797-1848), acompanhado ao piano por Miguel Ângelo Pereira.
No dia 4 de setembro de 1862 ele se apresenta no Teatro Ginásio (Rio???), acompanhado pela Sociedade Dramática Nacional, quando executa os motivos da ópera "Guilherme Tell" do italiano Gioachino Rossini (1792-1868), Miguel Ângelo Pereira ao piano e a seguir "A esposa deve acompanhar seu marido": comédia em 1 ato (peça de 1861), composta por Júlio César Machado (1835-1890).  no dia 5 de julho de 1863 no Ginásio Dramático (RJ), juntamente com a Sociedade Dramática Nacional, Chico Moniz e Arthur Napoleão, em dueto de rabeca/piano executaram novamente a peça "Guilherme Tell" e, concluindo a apresentação, Napoleão e Carlos Schramm executaram a grande marcha triunfal, a dois pianos, composta por Arthur Napoleão, intitulada "''A Brasileira''" e dedicada ao Imperador (Dom Pedro II, no dia 2 de abril de 1864, no "Teatro Lírico Fluminense" diante de uma orquestra de cinquenta músicos, Chico apresentou a "Fantasia" sobre motivos da ópera "A filha do Regimento" de Gaetano Donizetti (1797-1848), nesta oportunidade apresentaram-se também os pianistas Miguel Ângelo e Carlos Schramm. Estas apresentações tinham na pessoa do imperador Dom Pedro II, um expectador assíduo. Carlos Schramm era um pianista de renome, vez ou outra ele se apresentava no Teatro São Luiz (MA), como o fez em 17 de março de 1866 em dueto com Carlos Werner, violinista da câmara de S. M. I. Dom Pedro II. Nesta turnê maranhense ele se apresenta com vários artistas, como Sá Noronha, a jovem carioca filha de italianos Angelina Bottini e Arthur Napoleão.
Já nos anos de 1865/66, Chico realiza algumas viagens pelo Brasil, no provável intuito de realizar seus concertos. Assim é que em 13 de maio de 1865, vindo dos portos do sul, ele desembarca no Recife/PE. Depois, em meados de julho do mesmo ano ele se encontra em turnê no Maranhão, no início de março de 1866, ele, depois de uma turnê, retorna ao Recife/PE, desembarcando naquela cidade do "'Vapor Paraná", que vinha do Pará e portos intermediários. Depois ele empreende uma viagem internacional, retornando ao país em 28 de agosto de 1866. Ele chegou ao país no "Vapor Galileu", com escalas em Liverpool. O certo é que ele esteve em várias capitais do Brasil e da América do Sul, quando da turnê realizada em companhia de Arthur Napoleão.
Quase imediatamente à sua chegada, em 26 de setembro de 1866, ele se apresentar no Teatro São José, em São Paulo com a peça "Temporão em copo d'Água", comédia em 1 ato, seguida da "Grande Fantasia", para orquestra, depois "Ana Bolena", "Alta noite" e "Fantasia Característica", para violino e piano, depois ele apresenta o 2.º ato da comédia "Melancolia", para orquestra e finaliza a apresentação com "Souvenirs de Bellini". Em reconhecimento ao talento do artista e à sua performance, os acadêmicos da Faculdade de São Paulo ofertaram ao artista uma medalha de ouro, seguido do discurso do estudante Dr. Luiz Silveira. Neste mesmo teatro ele (e o pianista Arthur Napoleão) voltaria a se apresentar em 21 de outubro do mesmo ano. Em 1866 Arthur Napoleão e Moniz tocaram três concertos em São Paulo e Napoleão recebeu uma medalha de ouro oferecida com os dizeres: "Os estudantes de São Paulo - A Arthur Napoleão – 1866"

## A crítica
O colunista Reinaldo Carlos Monteiro do jornal "Correio Mercantil'"", não poupa palavras para enaltecer o gênio de Francisco chamando-o de sabiá melodioso. Crônica, Rio de Janeiro, 15 de novembro de 1862.
(SIC) Se apresentara no dia 7 (de novembro de 1862) no teatro "Ginásio Dramático", as esperanças anunciadas pelo provado talento do Sr. Moniz Barreto Junior. O arco do violinista deu-nos novas, peregrinas e melancólicas flores de sentimento. 
Assim possa ele vencer a indiferença e desamor com que no país se olha para as manifestações da arte ideal, que se traduz na palavra poética que vai ao coração, o se volatiza em sons que presentem o infinito. - ". Assinado: E. Lima.
(SIC) Ateneu Dramático - "Tivemos anteontem (18 de julho de 1862) ocasião de ouvir neste teatro ("Ateneu Dramático", no Rio de Janeiro) a rabeca do Sr. Francisco Moniz Barreto Junior [...] um artista muito distinto, a cujos caprichos obedece dócil um instrumento rebelde em tantas mãos. Sabe tirar os mais melodiosos sons de sua beca, a sua arcada é larga e segura [levando] à perfeição e limpeza na execução [...], possui habilidades e destreza não vulgares. A rabeca [em suas] mãos, chora, ri, canta, anela, soluça, geme, exulta, arqueja, como se a alma do artista passasse pelo arco [...], ouvindo-o pode-se acreditar na transmissão do fluído magnético...".
(SIC) "... de fronte alta [e a] inspiração nos olhos, [ele tem] o gênio, a arte, e o ardor de chegar até onde sobem os mais alentados; [é um] nome conhecido e respeitado, distinto nas letras ao qual já tem ele ajuntado louros e ajuntará ainda mais...".
(SIC) "... A noite de anteontem [26/9/1866] foi uma noite de verdadeiro triunfo para o distinto artista Moniz Barreto no "Teatro de São José" (no "Largo de São Gonçalo", atual Praça Doutor João Mendes, em São Paulo): os sons melodiosos e inspirados, que com tanta maestria soube tirar de seu instrumento, arrebataram o público de São Paulo, fazendo vibrar com entusiasmo seus espontâneos aplausos...".
"S Paulo 11 de outubro de 1866.

O ator Francisco de Assis Gonçalves da Companhia Dramática do Teatro São José e sua esposa Minervina Rosa Gonçalves, externam sua gratidão ao Sr. Moniz Barreto Junior por sua participação em sua apresentação em evento beneficente da Cia. [...] o nome de Moniz Barreto deve ser sempre lembrado por seu talento com admiração e respeito, poia possui ele a cora da glória e da virtude.".